# Hauterive, Fribourg
Hauterive är en kommun i distriktet Sarine i kantonen Fribourg, Schweiz. Kommunen skapades den 1 januari 2001 genom sammanslagningen av kommunerna Ecuvillens och Posieux. Hauterive hade 2 687 invånare (2023).